# Ждановка (Денисовский район)
Ждановка (каз. Жданов) — упразднённое село в Денисовском районе Костанайской области Казахстана. Входило в состав Тобольского сельского округа. Ликвидировано в 2009 году.

## Население
В 1999 году население села составляло 36 человек (21 мужчина и 15 женщин).